# Jerome Clark
Jerome Clark, född den 27 november 1946, är en amerikansk författare som specialiserat sig på UFO och andra påstådda vetenskapliga anomalier. Han är också musikskribent.

## Utmärkelser
En version av UFO Encyclopedia med titeln The UFO Book fick 1998 motta Benjamin Franklin Award i kategorin för vetenskap/miljö, från Independent Book Publishers Association. 1992 fickhan också Isabel Davis Award, av Fund for UFO Research för sitt arbete att stärka rationaliteten i UFO-studierna.  